# Grover Loening

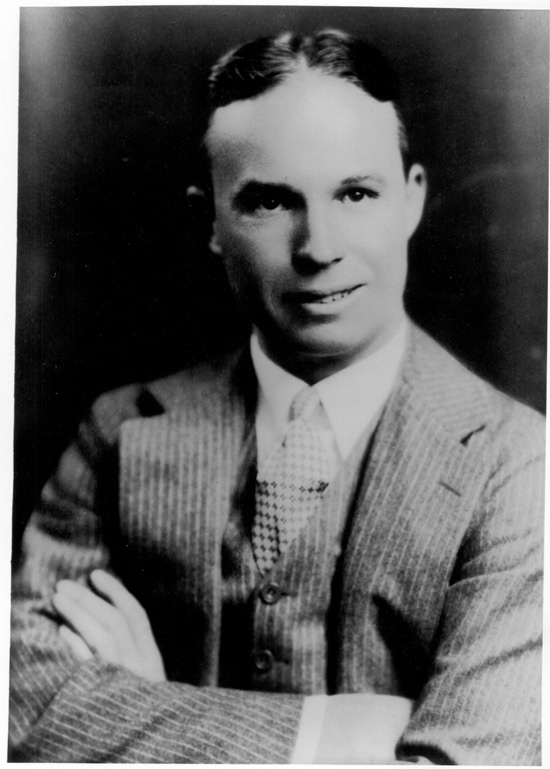
Grover Loening

Grover Cleveland Loening (* 12. September 1888 in Bremen; † 29. Februar 1976 in Coconut Grove, Miami, Florida) war ein US-amerikanischer Flugzeugkonstrukteur und Luftfahrtpionier. Er war Sohn des US-Generalkonsuls.
Loening machte 1908  seinen Abschluss am Columbia College und  erwarb 1910 seinen Master  an der Columbia University, als Erster in den USA im Bereich Luftfahrt. 1911  verließ er diese Universität mit einem Abschluss als Ingenieur. Er nahm dann eine Stelle bei der Queen Aeroplane Company in New York an, die Blériots Flugzeuge in Lizenz baute. 1912 schuf er eines der ersten Flugboote. 1913 wurde er von Orville Wright bei der Wright Company eingestellt, wo er im Jahr darauf Chefingenieur der Abteilung zur Betreuung der US-Armee wurde. 1916 wurde er Stellvertretender Geschäftsführer der Sturdevant Aeroplane Company, die sich, als einer der ersten amerikanischen Flugzeugherstellerbetriebe, dem Metallflugzeugbau zugewandt hatte. 1917 schließlich gründete Loening seine eigene Firma, die Loening Aeronautical Engineering Corporation. 
Für die Entwicklung der Loening Air Yacht erhielt er 1921 die Collier Trophy. 1937 wechselte er in den Staatsdienst als Chefberater des National Advisory Committee for Aeronautics (NACA),  zur Lenkung der Luftfahrtforschung, bevor er schließlich von 1942 an, nach dem Kriegseintritt der USA in den Zweiten Weltkrieg, dem War Production Board als einer der Berater zur Verfügung stand.